# Championnats d'Amérique du Sud d'athlétisme espoirs 2006
Navigation
Édition précédente Édition suivante
La 2e édition des Championnats d'Amérique du Sud d'athlétisme espoirs se sont déroulés à Buenos Aires au Centro Nacional de Alto Rendimiento Deportivo (CeNARD) du 10 au 12 novembre 2006.
Ces championnats faisaient partie des Jeux sud-américains 2006 organisés par l'ODESUR.

## Résultats

### Hommes
| Épreuves              | Or                                                                           | Or              | Argent                                                                          | Argent          | Bronze                                                                    | Bronze          |
| --------------------- | ---------------------------------------------------------------------------- | --------------- | ------------------------------------------------------------------------------- | --------------- | ------------------------------------------------------------------------- | --------------- |
| 100 m (0.9 m/s)       | Kael Becerra Chili                                                           | 10.33           | Franklin Nazareno Équateur                                                      | 10.45 NR-j      | Daniel Grueso Colombie                                                    | 10.47           |
| 200 m (2.3 m/s)       | Franklin Nazareno Équateur                                                   | 20.76w          | Cristián Reyes Chili                                                            | 20.88w          | Daniel Grueso Colombie                                                    | 20.92w          |
| 400 m                 | Andrés Silva Uruguay                                                         | 46.69           | Geiner Mosquera Colombie                                                        | 46.70           | Josner Rodríguez Venezuela                                                | 46.94           |
| 800 m                 | Kléberson Davide Brésil                                                      | 1:51.20         | Eduar Villanueva Venezuela                                                      | 1:51.24         | Freddy Espinoza Colombie                                                  | 1:51.34         |
| 1500 m                | Eduar Villanueva Venezuela                                                   | 3:51.54         | Cleveland Forde Guyana                                                          | 3:52.46         | Eder da Silva Brésil                                                      | 3:52.63         |
| 5 000 m               | Cleveland Forde Guyana                                                       | 14:07.08 NR     | Joilson da Silva Brésil                                                         | 14:09.46        | Sérgio Celestino da Silva Brésil                                          | 14:09.85        |
| 10 000 m              | Sérgio Celestino da Silva Brésil                                             | 29:52.06        | Jason Gutiérrez Colombie                                                        | 30:17.19        | Alexander de los Santos Uruguay                                           | 30:28.93        |
| 3 000 m steeple       | Mario Bazán Pérou                                                            | 8:49.67 NJR NR  | José Gregorio Peña Venezuela                                                    | 8:50.88 NJR     | Santiago Figueroa Argentine                                               | 8:54.50         |
| 110 m haies (2.6 m/s) | Rodrigo Pereira Brésil                                                       | 13.81w          | Éder Souza Brésil                                                               | 13.82w          | Jorge McFarlane Pérou                                                     | 14.43w          |
| 400 m haies           | Andrés Silva Uruguay                                                         | 50.46 NR        | Raphael Fernandes Brésil                                                        | 50.55           | Sebastián Lasquera Argentine                                              | 51.60           |
| Saut en hauteur       | Fábio Baptista Brésil                                                        | 2.14            | Wanner Miller Colombie                                                          | 2.11            | Alberth Bravo Venezuela                                                   | 2.11            |
| Saut à la perche      | Germán Chiaraviglio Argentine                                                | 5.65            | Guillermo Chiaraviglio Argentine                                                | 5.20            | João Gabriel Sousa Brésil                                                 | 5.10            |
| Saut en longueur      | Thiago Dias Brésil                                                           | 7.74 (0.3 m/s)  | Louis Tristán Pérou                                                             | 7.59w (2.7 m/s) | Hugo Chila Équateur                                                       | 7.53 (0.7 m/s)  |
| Triple saut           | Hugo Chila Équateur                                                          | 16.12 (1.4 m/s) | Thiago Dias Brésil                                                              | 16.00 (2.0 m/s) | Jhon Murillo Colombie                                                     | 15.48 (1.7 m/s) |
| Lancer de poids       | Germán Lauro Argentine                                                       | 19.78 NR        | Jiovanny García Colombie                                                        | 17.57           | Gonzalo Riffo Chili                                                       | 17.02           |
| Lancer de disque      | Germán Lauro Argentine                                                       | 57.51           | Ronald Julião Brésil                                                            | 55.13           | Gustavo de Mendonça Brésil                                                | 52.06           |
| Lancer de marteau     | Diego Gallardo Chili                                                         | 63.95           | Douglas dos Santos Brésil                                                       | 60.38           | Max dos Santos Brésil                                                     | 60.03           |
| Lancer de javelot     | Víctor Fatecha Paraguay                                                      | 75.45           | Júlio César de Oliveira Brésil                                                  | 72.10           | Ignacio Guerra Chili                                                      | 70.10 NR-j      |
| Décathlon             | Carlos Eduardo Chinin Brésil                                                 | 7253            | Luiz Alberto de Araújo Brésil                                                   | 7140            | Gerardo Canale Argentine                                                  | 7013            |
| 20 km marche          | James Rendón Colombie                                                        | 1:28:05         | Oswaldo Ortega Équateur                                                         | 1:30:47         | Yerko Araya Chili                                                         | 1:31:31.0       |
| 4 x 100 m relais      | Venezuela César Marchan Jermaine Chirinos Wilmer Rivas Ronald Amaya          | 39.95           | Brésil Nilson de Oliveira André Jorge Célio Sena Bruno de Barros Mauro da Silva | 40.15           | Colombie Harlin Echavarría Álvaro Gómez Hawar Murillo Daniel Grueso       | 40.20           |
| 4 x 400 m relais      | Brésil Rodrigo Bargas Kléberson Davide Raphael Fernandes Fernando de Almeida | 3:08.38         | Chili Kael Becerra Ingo Stotz Pablo Navarrete Ignacio Rojas                     | 3:10.08         | Colombie Daniel Grueso Amílcar Torres Juan Pablo Maturana Geiner Mosquera | 3:11.28         |